# Calle de Fernando el Católico
La calle de Fernando el Católico es una vía pública de la ciudad española de Madrid, situada en los barrios de Gaztambide y Arapiles, distrito de Chamberí.

## Descripción
La vía discurre desde la calle de Magallanes hasta la de la Princesa. Honra con el título a Fernando II de Aragón, «el Católico» (1452-1516), rey de Aragón, Castilla, Sicilia, Nápoles, Cerdeña y Navarra. Aparece descrita en Las calles de Madrid (1889) de Hilario Peñasco de la Puente y Carlos Cambronero con las siguientes palabras:

Fernando el Católico. Entre la calle de Magallanes y el antiguo Paseo de San Bernardino. Es de apertura moderna. Fernando V de Aragón y de Castilla nació en 1452. Poseía, por su padre, los reinos de Aragón y Sicilia, y por su casamiento con doña Isabel la Católica, la corona de Castilla. Fué gran político al lado de su esposa; pero á la muerte de éstaba bajó mucho el nivel de la importancia del Monarca aragonés. Los historiadores le acusan de ingratitud para con Gonzalo de Córdova y Colón. Murió en 1516.
(Peñasco de la Puente y Cambronero, 1889, p. 224)